# Inskogen
Inskogen – miejscowość (tätort) w Szwecji, w regionie administracyjnym (län) Södermanland, w gminie Oxelösund.
Według danych Szwedzkiego Urzędu Statystycznego liczba ludności wyniosła: 228 (31 grudnia 2015), 223 (31 grudnia 2018) i 222 (31 grudnia 2019).